# Hetényi József
Hetényi József (Jászberény ?, 1800. február 8. – Jászberény, 1872. december 24.) magyar színész, színigazgató.

## Életútja
1820-ban kezdte pályafutását, majd az 1830-as évek közepétől vidéki társulatok vezetője volt, részint önálló vállalkozó, részint pedig társigazgatóként. A szabadságharc után több városban is biztosította a magyar színészet jelenlétét.  
1828-ban és 1832-33-ban Kolozsvárott, 1836-ban Győrött működött, dolgozott még Székesfehérvárott, Pécsett, Szegeden, Nagyváradon és Sopronban. 1837-ben fél évig tagja volt a Nemzeti Színháznak. 1851 nyarán Szegeden játszott a nyári színházban, utána a Szeged-felsővárosi kaszinóban lépett fel. 1853-ban társulatával újból Szegeden szerepelt. Itt született meg Béla nevű unokája is. 1857-ben társulatával Debrecenbe ment, ahol Molnár Györggyel lépett színpadra, aki később a veje lett.  
1870. február 8-án ünnepelte ötvenéves jubileumát Jászberényben a Babérfa és koldusbot című darabban. Nehéz anyagi helyzetbe jutott, ezért 1870 májusában sorsolás útján adta el száz kötetből álló színdarab-gyűjteményét. Magas termet és kiváló orgánum jellemezte. Eleinte gyakran láthatta a közönség hősi szerepekben, majd az 1840-es évektől apaszerepekben tűnt fel. 
Felesége Maciejovszky/Matyasovszky Amália színésznő volt. Gyermekei: Antónia, Amália, Béla, Elemér, Emília, Gyula, Jozefa és Laura.

## Fontosabb szerepei
- Moór Károly (Schiller: Haramiák)
- Jaromir (Grillparzer: Ősanya)
- Kemény Simon (Kisfaludy Károly)
- Körtés (Katona J.: Luca széke)
- Farkasfalvi Sándor (Nagy I.: Tisztújítás)
- Escalus (Shakespeare: Rómeó és Júlia)
- Tengely (Eötvös J–Szigeti J.: Viola)